# 鏡質體
镜质體（英語：vitrinite）是煤和沉積物中乾酪根（英語：kerogen）的有機成分之一，具有類似於玻璃質的光反射。它來源于植物的細胞壁或木質組織。在化學上，它由聚合物、纖維素和木質素組成。鏡質躰是煤中最常見的成分。由陸地植物和腐殖質泥炭，通成岩作用中熱變質而形成。因此，它在沉積岩中頁岩和泥灰岩很常見，但在碳酸鹽、蒸发岩（英語：evapotire）和砂岩的含量非常低。由於陸生植物尚未進化，在志留紀前的岩石中缺鏡質體。
鏡質體反射率（VR）是研究沉積物在沉積盆地埋藏歷史中所歷經的最高溫度。它最初被用來判斷煤層熱成熟度。後來因爲它對碳氫化合物生成的溫度範圍（即60 至 120 °C）的敏感性，被用來作烴源岩（英語：petroleum sour rock）成熟度的指標。一般而言，生油的開始于0.5-0.6%的反射率，而生油的終止于0.85-1.1%反射率。氣體產生的開始于 1.0-1.3% ，並在 3.0% 終止。 
。